# Østre Ringvej (Næstved)
 For alternative betydninger, se Østre Ringvej. (Se også artikler, som begynder med Østre Ringvej)
Østre Ringvej  er en 2 sporet ringvej, den er en del af sekundærrute 265 og der går igennem det østlige Næstved. Der kører dagligt omkring 13.500 bilister på vejen.
Østre Ringvej leder trafikken øst om, og den gennemgående trafik uden om bykernen, samt fordeler trafikken ud til de østlige og sydlige boligområder.
Vejen forbinder Vestre Ringvej i øst med Ringstedgade i nord, den har forbindelse til sekundærrute 265 Ny Præstøvej som går mod Præstø. Vejen ender i Ringstedgade i det nordlige Næstved, og som går videre mod Ringsted. 

Vejen blev anlagt i 1938-1941, og i den forbindelse gravede man igennem Mogenstrup Ås åsen frem for at få en plan lige vej.
Vejdirektoratet er i gang med at bygge en ny omfartsvej nord om Næstved, første etape af Ring Nord åbnede for trafik den 24. november 2015, efter denne åbning, blev Østre Ringvej nedgraderet fra primærrute til almindelig vej.

## Broer
En vejbro over jernbanen blev revet ned i 2019 for at gøre plads til en udvidelse af Sydbanen. I mellemtiden blev der etableret omkørsel i byen. Broen, og dermed Østre Ringvej, genåbnede efter fire måneder i september.

Tidligere har der eksisteret to gangbroer over Østre Ringvej, der kunne lede gående over vejen mellem Skyttemarksvej og Kalbyrisvej; M-broen og A-broen (navngivet efter formen på broerne). Førstnævnte blev fjernet i 2017 efter at have stået der i 25 år, og der i stedet etableret et fodgængerovergangsfelt.
Den 18 december 2018 ved middagstid blev A-broen ramt af en lastbil, såledesat broen faldt sammen. Lastbilen væltede ved sammenstødet, og flere dele fra broen føj ind og ramte en afdeling af Ellebækskolen, ingen kom dog til skade. Lastbilchaufføren fik benbrud. I oktober 2019 blev det annonceret, at Næstved Kommune sammen med vognmandens forsikringsselskab Topdanmark var nået til enighed om at genopføre broen.